# Rudi Garcia
Rudi José Garcia (Nemours, 20 febbraio 1964) è un allenatore di calcio ed ex calciatore francese, di ruolo centrocampista, commissario tecnico della nazionale belga.
Da allenatore, ha vinto un campionato francese e una Coppa di Francia alla guida del Lilla nella stagione 2010-2011.   
A livello individuale, è stato premiato una volta come migliore allenatore della Ligue 1 (2011) e tre volte come allenatore francese dell'anno (2011, 2013 e 2014).

## Biografia
Figlio d'arte (il padre fu calciatore), è stato chiamato Rudi in onore del ciclista Rudi Altig. Di origini spagnole, precisamente andaluse, è laureato in Scienze motorie e sportive all'Università Paris XI - Paris-Sud.
Nel novembre 2014 si è aggiudicato il premio "Etica dello sport" organizzato dall'Università degli Studi di Roma Tor Vergata e assegnato ogni anno a personalità sportive che si sono contraddistinte per lealtà, correttezza, impegno sociale e lotta al doping.
Nell’agosto 2024 diventa commentatore tecnico per DAZN France.
Il 1° maggio 2025 sposa, a Roma nella chiesa di San Luigi dei Francesi, la giornalista sportiva Francesca Brienza. Il rito civile si era stato celebrato in precedenza a Cannes.

## Caratteristiche tecniche
Schiera le squadre con il 4-2-3-1 o il 4-3-3. Il suo gioco, prettamente offensivo, prevede possesso palla e fraseggio corto nonché pressing alto e verticalizzazioni in fase offensiva.

## Carriera

### Allenatore

#### Gli inizi
Dopo aver esordito come collaboratore tecnico nel Saint-Étienne, nel gennaio 2001 assume il ruolo di allenatore della prima squadra, in coppia con Jean-Guy Wallemme.
Dal 2002 al 2007 siede sulla panchina del Digione. Sotto la sua guida la squadra raggiunge la promozione nella Ligue 2 nel 2004, divisione in cui riesce ad assestarsi nei tre anni successivi.
Nel 2007-2008 allena il Le Mans, con cui chiude al nono posto in Ligue 1 e arriva alle semifinali della Coppa di Lega francese.

#### Lilla
Nel 2008 viene ingaggiato dal Lilla, prendendo il posto di Claude Puel. Dopo aver conquistato la qualificazione in Europa League, il 2 giugno 2009 decide di lasciare il club per divergenze con il direttore sportivo Xavier Thuilot. Nel giro di due settimane però, il presidente del club Michel Seydoux lo convince a ritornare al suo posto. Nel 2011 conquista il suo primo titolo, battendo in finale di Coppa di Francia con il punteggio di 1-0 il Paris Saint-Germain. Poco tempo dopo arriva anche la vittoria della Ligue 1, centrando così il double. Al termine della stagione 2010-2011 viene nominato migliore allenatore della Ligue 1 e viene inserito al settimo posto dei migliori allenatori del mondo dell'anno 2011.
L'anno successivo porta la sua squadra al terzo posto in campionato, conquistando per la seconda volta l'accesso alla UEFA Champions League. In nessuna delle due occasioni però la squadra riesce a superare la fase a gironi della manifestazione. Il Lille chiude al sesto posto il campionato 2012-2013, rimanendo esclusa dalle coppe europee.

#### Roma

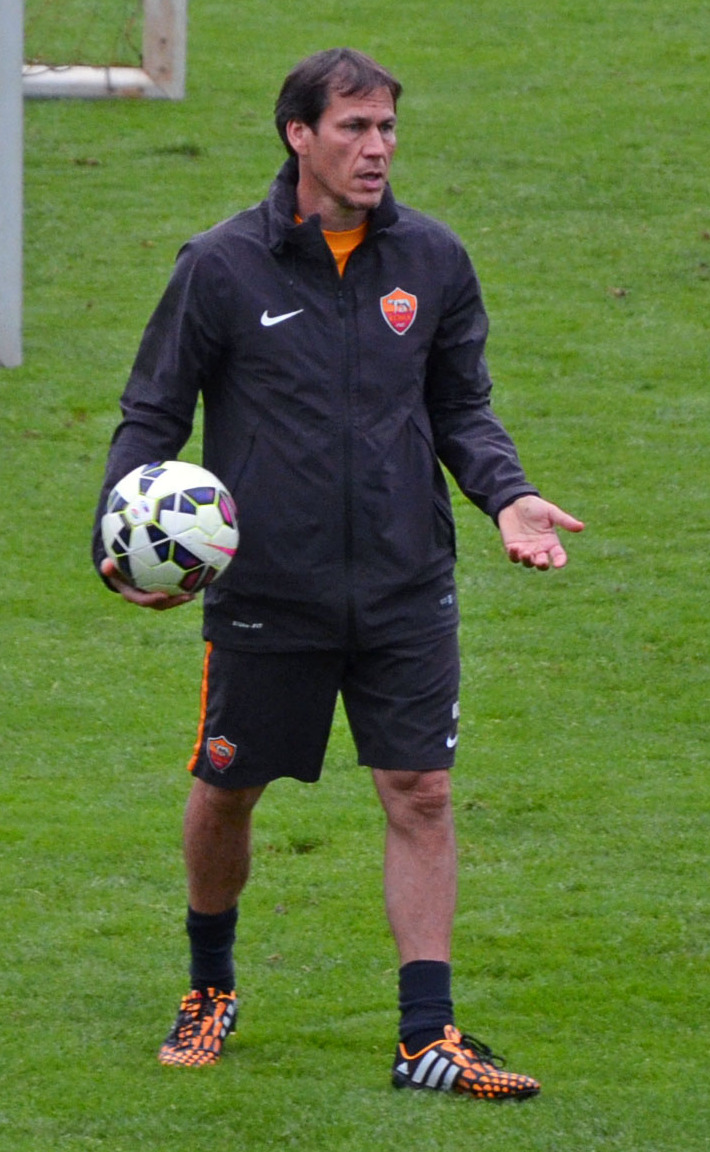
Garcia in un allenamento con la nel 2014.

Il 12 giugno 2013 firma un contratto biennale con la Roma, divenendo il nuovo allenatore della squadra. In campionato infila una striscia iniziale di dieci vittorie consecutive, che porta i capitolini al comando del torneo. La sconfitta per 3-0 nello scontro diretto con la Juventus, issatasi in vetta, costringe i giallorossi al secondo posto al termine del girone di andata. Durante il resto del campionato, la Roma colleziona altri risultati positivi ma le speranze per lo scudetto si esauriscono nelle ultime giornate a causa di tre k.o. consecutivi. Con 85 punti all'attivo, viene stabilito il record capitolino in massima serie (poi superato da Luciano Spalletti nella stagione 2016-17 con 87 punti). Concluso il campionato, rinnova l'accordo con la società sino al 30 giugno 2018.
Nella stagione successiva, non senza qualche difficoltà, raggiunge ancora il secondo posto, stavolta superando in volata i rivali cittadini della Lazio dopo averli battuti per 2-1 in un derby al cardiopalma, deciso da un colpo di testa del difensore giallorosso Mapou Yanga-Mbiwa.
Il 13 gennaio 2016 viene sollevato dall'incarico di allenatore della Roma dopo una serie di risultati deludenti; conclude la sua esperienza in giallorosso con il bilancio di 61 vittorie, 35 pareggi e 22 sconfitte in 118 panchine. Il 20 ottobre risolve consensualmente il contratto che lo legava al club capitolino.

#### Olympique Marsiglia
Il 20 ottobre 2016 viene ingaggiato dall'Olympique Marsiglia, con la squadra al dodicesimo posto in Ligue 1. Alla prima uscita nelle vesti di allenatore dell'OM riesce a fermare il PSG con uno 0-0. In Coppa di Lega viene eliminato agli ottavi per mano del Sochaux e dalla Coppa di Francia esce agli ottavi per mano del Monaco, mentre in Ligue 1 arriva quinto.
Nel 2017-2018 la squadra di Garcia si piazza quarta in campionato, dalla Coppa di Lega esce agli ottavi per mano del Rennes e viene eliminata ai quarti della Coppa di Francia dal PSG, mentre in Europa League giunge a disputare la finale, persa contro l'Atlético Madrid.
Nel 2018-2019 in Coppa di Lega la squadra esce ancora agli ottavi, questa volta ai rigori contro il Racing Strasburgo, dalla Coppa di Francia esce già ai trentaduesimi per mano dell'Andrézieux (modesto club militante nel Championnat de France amateur), in Europa League si classifica ultima con un solo punto nel girone, mentre in Ligue 1 non va oltre il quinto posto, fallendo la qualificazione alle competizioni europee. Il 22 maggio 2019 Garcia annuncia che lascerà il club.

#### Olympique Lione

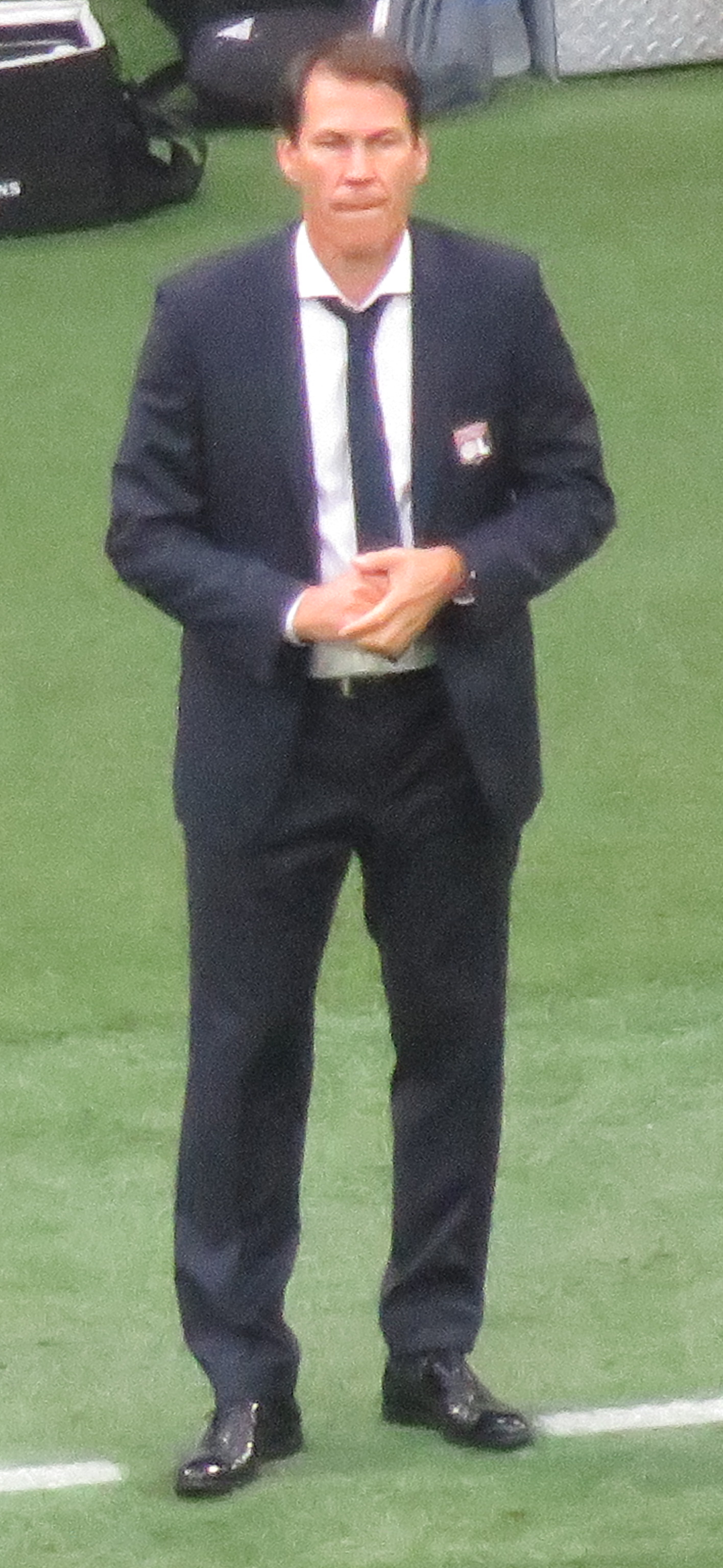
Garcia durante una partita con l' nel 2019.

Il 14 ottobre 2019 firma per l'Olympique Lione, dove sostituisce il brasiliano Sylvinho dopo un avvio di campionato inferiore alle aspettative (9 punti in altrettante partite). Chiude il campionato al settimo posto a un punto dalla zona UEFA, stante la sospensione decisa dalla LFP per via della pandemia di COVID-19, perde la finale di Coppa di Lega ai rigori contro il PSG (anche in Coppa di Francia è eliminato dai parigini in semifinale) mentre in UEFA Champions League, dopo aver eliminato a sorpresa Juventus e Manchester City rispettivamente agli ottavi e ai quarti, il cammino s'interrompe in semifinale venendo sconfitto dal Bayern Monaco poi vincitore della competizione.
Termina la prima parte della seguente annata al primo posto in campionato a pari punti con il Lilla, sua ex squadra, concludendo poi la stagione al quarto posto a due punti dalla qualificazione alla UEFA Champions League, mentre in Coppa di Francia viene eliminato dal Monaco ai quarti. Al termine dell'ultima partita di Ligue 1, dopo aver mancato la qualificazione alla UEFA Champions League, annuncia che lascerà il Lione.

#### Al-Nassr
Il 29 giugno 2022 sottoscrive un contratto biennale come nuovo tecnico dell'Al-Nassr. Il 13 aprile 2023 viene comunicata la risoluzione consensuale del contratto tra il club e Garcia, a causa del deterioramento del rapporto con i giocatori e dei risultati al di sotto delle aspettative.

#### Napoli
Il 15 giugno 2023 viene nominato tecnico del Napoli , firmando un contratto biennale. Esordisce sulla panchina partenopea il successivo 19 agosto, nella prima giornata del campionato di Serie A, vincendo in rimonta per 3-1 sul campo del Frosinone. Il prosieguo della stagione, però, è altalenante, caratterizzato in particolare da un rendimento deludente in casa, dove sotto la sua gestione gli azzurri vincono appena due partite su otto, con ben quattro sconfitte. Il 14 novembre seguente, due giorni dopo la sconfitta casalinga per 0-1 contro l'Empoli, viene esonerato.

#### Belgio
Il 24 gennaio 2025 diventa il nuovo CT del Belgio.

## Statistiche

### Presenze e reti nei club
| Stagione        | Squadra         | Campionato      | Campionato | Campionato | Coppe nazionali | Coppe nazionali | Coppe nazionali | Coppe continentali | Coppe continentali | Coppe continentali | Altre coppe | Altre coppe | Altre coppe | Totale | Totale |
| Stagione        | Squadra         | Comp            | Pres       | Reti       | Comp            | Pres            | Reti            | Comp               | Pres               | Reti               | Comp        | Pres        | Reti        | Pres   | Reti   |
| --------------- | --------------- | --------------- | ---------- | ---------- | --------------- | --------------- | --------------- | ------------------ | ------------------ | ------------------ | ----------- | ----------- | ----------- | ------ | ------ |
| 1983-1984       | Lilla           | D1              | 3          | 0          | CF              | 0               | 0               | -                  | -                  | -                  | -           | -           | -           | 3      | 0      |
| 1984-1985       | Lilla           | D1              | 11         | 1          | CF              | 3               | 0               | -                  | -                  | -                  | -           | -           | -           | 14     | 1      |
| 1985-1986       | Lilla           | D1              | 20         | 2          | CF              | 3               | 0               | -                  | -                  | -                  | -           | -           | -           | 23     | 2      |
| 1986-1987       | Lilla           | D1              | 23         | 1          | CF              | 3               | 1               | -                  | -                  | -                  | -           | -           | -           | 26     | 2      |
| 1987-1988       | Lilla           | D1              | 14         | 0          | CF              | 1               | 0               | -                  | -                  | -                  | -           | -           | -           | 15     | 0      |
| Totale Lilla    | Totale Lilla    | Totale Lilla    | 71         | 4          |                 | 10              | 1               |                    | -                  | -                  |             | -           | -           | 81     | 5      |
| 1988-1989       | Caen            | D1              | 14         | 1          | CF              | 3               | 1               | -                  | -                  | -                  | -           | -           | -           | 17     | 2      |
| 1989-1990       | Caen            | D1              | 28         | 0          | CF              | 0               | 0               | -                  | -                  | -                  | -           | -           | -           | 28     | 0      |
| 1990-1991       | Caen            | D1              | 14         | 0          | CF              | 0               | 0               | -                  | -                  | -                  | -           | -           | -           | 14     | 0      |
| Totale Caen     | Totale Caen     | Totale Caen     | 56         | 1          |                 | 3               | 1               |                    | -                  | -                  |             | -           | -           | 59     | 2      |
| 1991-1992       | Martigues       | D2              | 13         | 0          | CF              | 0               | 0               | -                  | -                  | -                  | -           | -           | -           | 13     | 0      |
| Totale carriera | Totale carriera | Totale carriera | 140        | 5          |                 | 13              | 2               |                    | -                  | -                  |             | -           | -           | 153    | 7      |

### Statistiche da allenatore
Statistiche aggiornate al 14 novembre 2023. In grassetto le competizioni vinte.
| Stagione                   | Squadra                    | Campionato                 | Campionato | Campionato | Campionato | Campionato | Coppe nazionali | Coppe nazionali | Coppe nazionali | Coppe nazionali | Coppe nazionali | Coppe continentali | Coppe continentali | Coppe continentali | Coppe continentali | Coppe continentali | Altre coppe | Altre coppe | Altre coppe | Altre coppe | Altre coppe | Totale | Totale | Totale | Totale | Vittorie % | Piazzamento |
| Stagione                   | Squadra                    | Comp                       | G          | V          | N          | P          | Comp            | G               | V               | N               | P               | Comp               | G                  | V                  | N                  | P                  | Comp        | G           | V           | N           | P           | G      | V      | N      | P      | %          | Piazzamento |
| -------------------------- | -------------------------- | -------------------------- | ---------- | ---------- | ---------- | ---------- | --------------- | --------------- | --------------- | --------------- | --------------- | ------------------ | ------------------ | ------------------ | ------------------ | ------------------ | ----------- | ----------- | ----------- | ----------- | ----------- | ------ | ------ | ------ | ------ | ---------- | ----------- |
| gen.-giu. 2001             | Saint-Étienne              | D1                         | 12         | 2          | 4          | 6          | CF+CdL          | 2+3             | 1+2             | 1+0             | 0+1             | -                  | -                  | -                  | -                  | -                  | -           | -           | -           | -           | -           | 17     | 5      | 5      | 7      | 29,41      | 17º         |
| 2002-2003                  | Digione                    | CN                         | 38         | 17         | 10         | 11         | CF              | 2               | 1               | 0               | 1               | -                  | -                  | -                  | -                  | -                  | -           | -           | -           | -           | -           | 40     | 18     | 10     | 12     | 45,00      | 4º          |
| 2003-2004                  | Digione                    | CN                         | 38         | 19         | 7          | 12         | CF              | 5               | 2               | 2               | 1               | -                  | -                  | -                  | -                  | -                  | -           | -           | -           | -           | -           | 43     | 21     | 9      | 13     | 48,84      | 3º          |
| 2004-2005                  | Digione                    | L2                         | 38         | 14         | 15         | 9          | CdL             | 3               | 2               | 0               | 1               | -                  | -                  | -                  | -                  | -                  | -           | -           | -           | -           | -           | 41     | 16     | 15     | 10     | 39,02      | 4º          |
| 2005-2006                  | Digione                    | L2                         | 38         | 16         | 12         | 10         | CF+CdL          | 5+2             | 4+1             | 0+0             | 1+1             | -                  | -                  | -                  | -                  | -                  | -           | -           | -           | -           | -           | 45     | 21     | 12     | 12     | 46,67      | 5º          |
| 2006-2007                  | Digione                    | L2                         | 38         | 14         | 12         | 12         | CF+CdL          | 1+3             | 0+2             | 1+0             | 0+1             | -                  | -                  | -                  | -                  | -                  | -           | -           | -           | -           | -           | 42     | 16     | 13     | 13     | 38,10      | 8º          |
| Totale Digione             | Totale Digione             | Totale Digione             | 190        | 80         | 56         | 54         |                 | 21              | 12              | 3               | 6               |                    | -                  | -                  | -                  | -                  |             | -           | -           | -           | -           | 211    | 92     | 59     | 60     | 43,60      |             |
| 2007-2008                  | Le Mans                    | L1                         | 38         | 14         | 11         | 13         | CF+CdL          | 2+4             | 1+3             | 0+0             | 1+1             | -                  | -                  | -                  | -                  | -                  | -           | -           | -           | -           | -           | 44     | 18     | 11     | 15     | 40,91      | 9º          |
| 2008-2009                  | Lilla                      | L1                         | 38         | 17         | 13         | 8          | CF+CdL          | 4+1             | 3+0             | 1+1             | 0+0             | -                  | -                  | -                  | -                  | -                  | -           | -           | -           | -           | -           | 43     | 20     | 15     | 8      | 46,51      | 5º          |
| 2009-2010                  | Lilla                      | L1                         | 38         | 21         | 7          | 10         | CF+CdL          | 1+2             | 0+1             | 1+0             | 0+1             | UEL                | 14                 | 9                  | 2                  | 3                  | -           | -           | -           | -           | -           | 55     | 31     | 10     | 14     | 56,36      | 4º          |
| 2010-2011                  | Lilla                      | L1                         | 38         | 21         | 13         | 4          | CF+CdL          | 6+2             | 4+1             | 2+0             | 0+1             | UEL                | 10                 | 3                  | 4                  | 3                  | -           | -           | -           | -           | -           | 56     | 29     | 19     | 8      | 51,79      | 1º          |
| 2011-2012                  | Lilla                      | L1                         | 38         | 21         | 11         | 6          | CF+CdL          | 3+2             | 2+1             | 0+0             | 1+1             | UCL                | 6                  | 1                  | 3                  | 2                  | SF          | 1           | 0           | 0           | 1           | 50     | 25     | 14     | 11     | 50,00      | 3º          |
| 2012-2013                  | Lilla                      | L1                         | 38         | 16         | 14         | 8          | CF+CdL          | 3+3             | 2+2             | 0+1             | 1+0             | UCL                | 8                  | 2                  | 0                  | 6                  | -           | -           | -           | -           | -           | 52     | 22     | 15     | 15     | 42,31      | 6º          |
| Totale Lille               | Totale Lille               | Totale Lille               | 190        | 96         | 58         | 36         |                 | 27              | 16              | 6               | 5               |                    | 38                 | 15                 | 9                  | 14                 |             | 1           | 0           | 0           | 1           | 256    | 127    | 73     | 56     | 49,61      |             |
| 2013-2014                  | Roma                       | A                          | 38         | 26         | 7          | 5          | CI              | 4               | 3               | 0               | 1               | -                  | -                  | -                  | -                  | -                  | -           | -           | -           | -           | -           | 42     | 29     | 7      | 6      | 69,05      | 2º          |
| 2014-2015                  | Roma                       | A                          | 38         | 19         | 13         | 6          | CI              | 2               | 1               | 0               | 1               | UCL+UEL            | 6+4                | 1+1                | 2+2                | 3+1                | -           | -           | -           | -           | -           | 50     | 22     | 17     | 11     | 44,00      | 2º          |
| 2015-gen. 2016             | Roma                       | A                          | 19         | 9          | 7          | 3          | CI              | 1               | 0               | 1               | 0               | UCL                | 6                  | 1                  | 3                  | 2                  | -           | -           | -           | -           | -           | 26     | 10     | 11     | 5      | 38,46      | Eson.       |
| Totale Roma                | Totale Roma                | Totale Roma                | 95         | 54         | 27         | 14         |                 | 7               | 4               | 1               | 2               |                    | 16                 | 3                  | 7                  | 6                  |             | -           | -           | -           | -           | 118    | 61     | 35     | 22     | 51,69      |             |
| ott. 2016-2017             | Olympique Marsiglia        | L1                         | 29         | 14         | 8          | 7          | CF+CdL          | 3+2             | 2+1             | 0+1             | 1+0             | -                  | -                  | -                  | -                  | -                  | -           | -           | -           | -           | -           | 34     | 17     | 9      | 8      | 50,00      | Sub. 5º     |
| 2017-2018                  | Olympique Marsiglia        | L1                         | 38         | 22         | 11         | 5          | CF+CdL          | 4+1             | 3+0             | 0+1             | 1+0             | UEL                | 19                 | 9                  | 4                  | 6                  | -           | -           | -           | -           | -           | 62     | 34     | 16     | 12     | 54,84      | 4º          |
| 2018-2019                  | Olympique Marsiglia        | L1                         | 38         | 18         | 7          | 13         | CF+CdL          | 1+1             | 0+0             | 0+1             | 1+0             | UEL                | 6                  | 0                  | 1                  | 5                  | -           | -           | -           | -           | -           | 46     | 18     | 9      | 19     | 39,13      | 5º          |
| Totale Olympique Marsiglia | Totale Olympique Marsiglia | Totale Olympique Marsiglia | 105        | 54         | 26         | 25         |                 | 12              | 6               | 3               | 3               |                    | 25                 | 9                  | 5                  | 11                 |             | -           | -           | -           | -           | 142    | 69     | 34     | 39     | 48,59      |             |
| ott. 2019-2020             | Olympique Lione            | L1                         | 19         | 9          | 4          | 6          | CF+CdL          | 5+4             | 4+2             | 0+2             | 1+0             | UCL                | 8                  | 3                  | 1                  | 4                  | -           | -           | -           | -           | -           | 36     | 18     | 7      | 11     | 50,00      | Sub. 7º     |
| 2020-2021                  | Olympique Lione            | L1                         | 38         | 22         | 10         | 6          | CF              | 4               | 2               | 1               | 1               | -                  | -                  | -                  | -                  | -                  | -           | -           | -           | -           | -           | 42     | 24     | 11     | 7      | 57,14      | 4º          |
| Totale Olympique Lione     | Totale Olympique Lione     | Totale Olympique Lione     | 57         | 31         | 14         | 12         |                 | 13              | 8               | 3               | 2               |                    | 8                  | 3                  | 1                  | 4                  |             | -           | -           | -           | -           | 78     | 42     | 18     | 18     | 53,85      |             |
| 2022-apr. 2023             | Al-Nassr                   | SPL                        | 23         | 16         | 5          | 2          | KC              | 2               | 2               | 0               | 0               | -                  | -                  | -                  | -                  | -                  | SS          | 1           | 0           | 0           | 1           | 26     | 18     | 5      | 3      | 69,23      | Risoluz.    |
| lug.-nov. 2023             | Napoli                     | A                          | 12         | 6          | 3          | 3          | CI              | -               | -               | -               | -               | UCL                | 4                  | 2                  | 1                  | 1                  | SI          | -           | -           | -           | -           | 16     | 8      | 4      | 4      | 50,00      | Eson.       |
| Totale carriera            | Totale carriera            | Totale carriera            | 722        | 353        | 204        | 165        |                 | 93              | 55              | 17              | 21              |                    | 91                 | 32                 | 23                 | 36                 |             | 2           | 0           | 0           | 2           | 908    | 440    | 244    | 224    | 48,46      |             |

#### Nazionale
Statistiche aggiornate al 9 giugno 2025.
| Squadra | Naz               | dal             | al       | Record | Record | Record | Record     | Record | Record | Record | Record |
| G       | V                 | N               | P        | GF     | GS     | DR     | % Vittorie |        |        |        |        |
| ------- | ----------------- | --------------- | -------- | ------ | ------ | ------ | ---------- | ------ | ------ | ------ | ------ |
| Belgio  | Belgio (bandiera) | 24 gennaio 2025 | in corso | 4      | 2      | 1      | 1          | 9      | 7      | +2     | 50,00  |

#### Nazionale nel dettaglio
| mar. 2025     | Belgio        | UEFA Nations League 2024-2025 | Sub., 3° nel Gruppo 2 della Lega A | 2 | 1 | 0 | 1 | 50,00 | 4 | 3 | +1 |
| 2025          | Belgio        | Qual. Mondiale 2026           | nel gruppo J                       | 2 | 1 | 1 | 0 | 50,00 | 5 | 4 | +1 |
| Dal 2025      | Belgio        | Amichevoli                    |                                    | 0 | 0 | 0 | 0 | —     | 0 | 0 | +0 |
| Totale Belgio | Totale Belgio | Totale Belgio                 | Totale Belgio                      | 4 | 2 | 1 | 1 | 50,00 | 9 | 7 | +2 |

#### Panchine da commissario tecnico della nazionale belga
| Cronologia completa delle presenze e delle reti in nazionale ― Belgio | Cronologia completa delle presenze e delle reti in nazionale ― Belgio | Cronologia completa delle presenze e delle reti in nazionale ― Belgio | Cronologia completa delle presenze e delle reti in nazionale ― Belgio | Cronologia completa delle presenze e delle reti in nazionale ― Belgio | Cronologia completa delle presenze e delle reti in nazionale ― Belgio | Cronologia completa delle presenze e delle reti in nazionale ― Belgio | Cronologia completa delle presenze e delle reti in nazionale ― Belgio |
| Data                                                                  | Città                                                                 | In casa                                                               | Risultato                                                             | Ospiti                                                                | Competizione                                                          | Reti                                                                  | Note                                                                  |
| --------------------------------------------------------------------- | --------------------------------------------------------------------- | --------------------------------------------------------------------- | --------------------------------------------------------------------- | --------------------------------------------------------------------- | --------------------------------------------------------------------- | --------------------------------------------------------------------- | --------------------------------------------------------------------- |
| 20-3-2025                                                             | Murcia                                                                | Ucraina                                                               | 3 – 1                                                                 | Belgio                                                                | UEFA Nations League 2024-2025 - Lega A (Spareggi)                     | Romelu Lukaku                                                         | Cap: R. Lukaku                                                        |
| 23-3-2025                                                             | Genk                                                                  | Belgio                                                                | 3 – 0                                                                 | Ucraina                                                               | UEFA Nations League 2024-2025 - Lega A (Spareggi)                     | Maxim De Cuyper 2 Romelu Lukaku                                       | Cap: R. Lukaku                                                        |
| 6-6-2025                                                              | Skopje                                                                | Macedonia del Nord                                                    | 1 – 1                                                                 | Belgio                                                                | Qual. Mondiali 2026                                                   | Maxim De Cuyper                                                       | Cap: T. Meunier                                                       |
| 9-6-2025                                                              | Bruxelles                                                             | Belgio                                                                | 4 – 3                                                                 | Galles                                                                | Qual. Mondiali 2026                                                   | Romelu Lukaku (rig.) Youri Tielemans Jérémy Doku Kevin De Bruyne      | Cap: Y. Tielemans                                                     |
| Totale                                                                |                                                                       | Presenze                                                              | 4                                                                     |                                                                       | Reti                                                                  | 9                                                                     |                                                                       |

## Palmarès

### Allenatore

#### Club
- Campionato francese: 1

Lilla: 2010-2011
- Coppa di Francia: 1

Lilla: 2010-2011

#### Individuale
- Miglior allenatore della Ligue 1: 1

2011
- Allenatore francese dell'anno: 3

2011, 2013, 2014